# 小坂田淳
小坂田 淳（おさかだ じゅん、1974年4月2日 - ）は、日本の陸上競技選手。専門は400m。東京都出身。
神戸市立西落合中学校、兵庫県立神戸高塚高等学校、京都産業大学から大阪ガスに入社。大阪ガスの同僚にはアテネオリンピック男子4x100mRで4位入賞の朝原宣治（100m自己記録10秒02＝日本歴代2位）、元同僚にはエドモントン世界選手権男子400mH銅メダリストでヘルシンキ世界選手権男子400mH銅メダリストの為末大（400mH自己記録47秒89＝日本記録）がいる。2000年シドニーオリンピックに出場。マイルリレーでバトンを落とし、大きな非難を浴びた。2004年、アテネオリンピックに出場。1600MR4位入賞(3位銅メダルへはわずか0.09秒差）に貢献。鼻が高いことで知られる。夫人は全日本実業団選手権優勝経験のある小坂田美恵（旧姓鈴木）。
2006年9月、現役引退を表明。2011年から大阪ガス陸上部の短距離コーチを務め、2014年に監督に就任した。

## 主要大会成績
- 1995年
  - 日本選手権 400m　2位 （46秒32）
  - 世界選手権 200m　1次予選7組7着 （21秒25　+2.0）
  - ユニバーシアード 200m　準決勝1組8着 （21秒50　+0.4）
  - ユニバーシアード 4×400mR　予選3組1着 （3分03秒89　3走） 決勝は未出場
  - アジア選手権 200m　3位 （21秒20　+1.8）
  - アジア選手権 4×100mR　4位 （40秒30　4走）
  - アジア選手権 4×400mR　2位 （3分06秒16　3走）
- 1996年
  - 日本選手権 400m　4位 （46秒67）
  - オリンピック 4×400mR　5位 （3分00秒76　3走）
- 1997年
  - 東アジア大会 200m　予選2組5着 （27秒21　+3.2）
  - 日本選手権 400m　2位 （46秒19）
- 1998年
  - アジア選手権 4×400mR　優勝 （3分02秒61　2走） 大会新
  - 日本選手権 400m　7位 （47秒45）
  - アジア大会 4×400mR　優勝 （3分01秒70　1走） 大会新
- 1999年
  - 世界室内選手権 400m　準決勝2組5着 （46秒95）
  - 世界室内選手権 4×400mR　5位 （3分06秒22　2走） 予選で3分05秒90のアジア新
  - 世界選手権 400m　2次予選1組4着 （45秒71）
  - 世界選手権 4×400mR　予選1組4着 （3分02秒50　1走）
  - 日本選手権 400m　優勝 （46秒74）
- 2000年
  - オリンピック 400m　2次予選2組7着 （46秒15）
  - オリンピック 4×400mR　準決勝2組8着 （3分13秒63　2走）
- 2001年
  - 世界室内選手権 400m　予選3組6着 （48秒13）
  - 東アジア大会 400m　2位 （45秒47）
  - 東アジア大会 4×400mR　優勝 （3分03秒74　1走）
  - 日本選手権 400m　優勝 （45秒26）
  - 世界選手権 400m　予選7組7着 （46秒86）
  - 世界選手権 4×400mR　予選1組5着 （3分02秒75　2走）
- 2003年
  - 日本選手権 400m　2位 （45秒83）
  - 世界選手権 400m　予選5組6着 （46秒51）
  - 世界選手権 4×400mR　予選2組3着 （3分02秒35　3走） 決勝は未出場
- 2004年
  - 日本選手権 400m　3位 （45秒99）
  - オリンピック 400m　予選1組5着 （46秒39）
  - オリンピック 4×400mR　4位 （3分00秒99　2走）